# Craugastor gollmeri
Craugastor gollmeri is een kikker uit de familie Craugastoridae. De soort werd voor het eerst wetenschappelijk beschreven door Wilhelm Peters in 1863. Oorspronkelijk werd de wetenschappelijke naam Hylodes gollmeri gebruikt. Later werd de soort tot de geslachten Lithodytes en Eleutherodactylus gerekend. De soortaanduiding gollmeri is een eerbetoon aan Julius Gollmer.
De soort komt voor in Costa Rica en Panama.

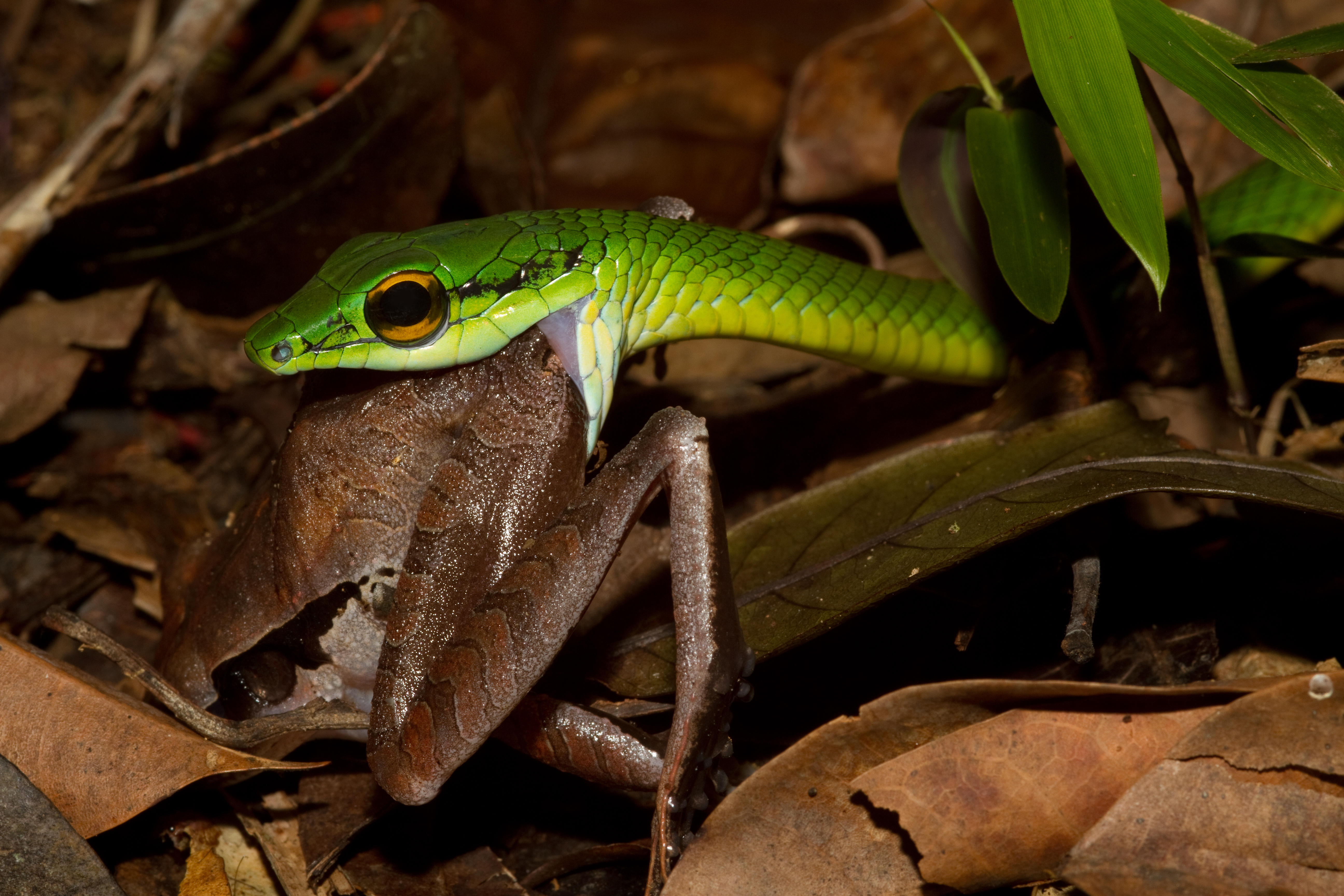
Leptophis ahaetulla die een Craugastor gollmeri eet.